# Ресмья, Рефик
Ре́фик Ре́смья (алб. Refik Resmja; 1 января 1931, Тирана, Албания — 6 сентября 1997, там же) — албанский футболист и тренер. Выступал на позиции нападающего.
Один из самых результативных игроков в истории албанского футбола. Всю карьеру играл за «Партизани», 7 раз становился лучшим бомбардиром чемпионата Албании. В сезоне-1951 забил 59 мячей в 23 матчах.

## Карьера

### Клубная
Рефик Ресмья был частью самого талантливого и успешного поколения «Партизани» в 50-е годы. С 1950 года Ресмья был основным нападающим команды, 7 раз помогал клубу победить в чемпионате Албании и становился лучшим бомбардиром чемпионата. В сезоне-1951 Ресмья забил 59 мячей в 23 матчах чемпионата, став лидером по количеству забитых мячей в мире. Бомбардирские способности Ресмьи, однако, не помогли его клубу выиграть чемпионство: «Партизани» на 2 очка отстали от «Динамо». С 1959 года Ресмья был капитаном команды.
В составе «Партизани» Ресмья дважды участвовал в розыгрышах чемпионата Дружественных армий: в 1958 и 1963 годах. Оба раза команда занимала на турнирах 2-е место. В четвертьфинальном матче розыгрыша 1958 года против чехословацкой «Дуклы» именно Ресмья на 118-й минуте забил решающий мяч. В финале албанцы уступили болгарскому ЦНДА. В розыгрыше 1963 года «Партизани» снова добрался до решающего матча, в котором уступил сборной Вооружённых Сил СССР, составленной из игроков ЦСКА и ростовского СКА.

### В сборной
Первый матч в составе сборной Албании Рефик Ресмья провёл 29 ноября 1952 года в Тиране против национальной сборной Чехословакии. Первый и единственный гол за сборную он забил ровно через год, в товарищеской игре со сборной Польши 29 ноября 1953 года. Албанцы победили 2:0.
Всего за сборную Ресмья провёл 6 матчей, лишь один из которых был официальным: 2 июня 1963 года сборная Албании в отборочном матче олимпийского турнира со счётом 0:1 уступила Болгарии.

### Тренерская
В 70-е годы Рефик Ресмья тренировал молодёжную сборную Албании.

## Достижения

### Командные
- Чемпион Албании (7): 1954, 1957, 1958, 1959, 1961, 1962/63, 1963/64
- Обладатель Кубка Албании (3): 1957, 1958, 1961
- Серебряный призёр чемпионата дружественных армий (2): 1958, 1963

### Личные
- Лучший бомбардир чемпионата Албании (7): 1951, 1952, 1953, 1954, 1955, 1956, 1959
- Рекордсмен чемпионата Албании по количеству забитых мячей в одном сезоне: 59 мячей